# Чимбай (село)
Чимбай (кирг. Чымбай) — село в Узгенском районе Ошской области Кыргызстана. Входит в состав Ден-Булакского аильного округа. Код СОАТЕ — 41706  255 817 10 0

## Население
По данным переписи 2023 года, в селе проживало 3 689 человек.